# Накельский, Константин Константинович
Константин Константинович Накельский (род. 1915, Монастырищенский район) — советский самбист, чемпион СССР, мастер спорта СССР. Выступал за Государственный институт физической культуры Украины (Харьков). Тренер, судья республиканской категории (1954). Выпускник Харьковского медицинского института. Участник Великой Отечественной войны. Кавалер орденов Красной Звезды и Отечественной войны II степени.

## Награды
- Орден Красной Звезды (26 сентября 1945);
- Орден Отечественной войны II степени (6 апреля 1985);

## Спортивные результаты
- Чемпионат СССР по самбо 1939 года — ;